# Вимова
Вимова (фр. prononcer — промовляти) означає:
- особливості артикуляції звуків мовлення в кожній конкретній мові. Правильна вимова — сукупність орфоепічних норм, властивих тому чи іншому різновиду мови.
- спосіб, образ, манера вимови, засвоєна народами, племенами, місцевими жителями, різними верствами суспільства. Слово може бути вимовлене по-різному різними людьми або в середовищі різних соціальних, територіальних, професійних, вікових та інших груп.

## Порушення вимови
Перші слова дитина починає чітко вимовляти між 9 і 18 місяцями. Потім заучування нових слів йде дуже різними темпами, але зазвичай до 2-3 років дитина володіє досить великим словниковим запасом.
Запізніла або утруднена мова, заїкання, невиразна дикція можуть бути викликані дефектами в будові мовних органів.
- Коротка вуздечка язика — коротка вуздечка язика дає дефекти вимови звуків «ж», «ш», «р», «л».
- Парези м'язів губ і язика. Парез — це ослаблення рухів м'язів. Рухи мовних органів при цьому мляві, неточні, іноді некоординовані.
- Також порушення вимови можуть бути викликані неправильним прикусом зубів.
- Іноді зустрічається недорозвинення фонематичного (мовного) слуху, яке заважає розвитку правильної вимови.

Порушення вимови часто є наслідком психологічних умов.
- Дихальний апарат і мовні органи перебувають у залежності від почуттів. Хвилювання, тривога, страх, гнів — ці емоції викликають утруднення дихання, пересихання ротової порожнини. У деяких випадках цей зв'язок встановлюється дуже міцно і швидко — це викликає заїкання.
- Часто порушення дикції викликає оточення в якому виросла дитина. Відомі випадки, коли мову дитини неможливо було зрозуміти тому, що вона жила з беззубою матір'ю, вимова якої також було сильно спотвореною. У спробах повторити слова вимовлені матір'ю у дитини виходила абсолютно нерозбірлива мова.

## Вимова і акцент
Особливий практичний інтерес являє собою явище іноземного акценту, яка не є патологією, але при яскравій виразності (так званому «сильному акценті») може призводити до ускладнень в усних комунікаціях. Слід зазначити, що часто такі труднощі спостерігаються як у розумінні людини, що говорить з сильним акцентом з носіями мови, так і в знижених навичках аудіювання (тобто сприйняття реальної швидкого мовлення на слух носіїв) самого мовця.